# خالاتسا
خالاتسا یا خالاسخوخ (آسی: Халасхох، به‌معنی کوه یخبندان) بلندترین نقطه اوستیای جنوبی در ناحیه مورد مناقشه با گرجستان است. ارتفاع این قله ۳۹۳۸ متر (۱۲۹۲۰ فوت) است و در مرز اوستیای جنوبی و اوستیای شمالی-آلانیا در کشور روسیه واقع شده است.